# Postcodes in Zweden
Postcodes in Zweden bestaan uit vijf cijfers waarbij tussen het derde en het vierde getal een spatie wordt geplaatst. De postcodes (Zweeds: Postnummer) werden in 1968 in Zweden ingevoerd.
Het eerste cijfer 1 is voor de hoofdstad Stockholm in gebruik, de overige regio's zijn van zuid naar noord van een nummer voorzien:
- 1xx xx -- Stockholm
- 2xx xx -- Skåne
- 3xx xx -- Zuid-Halland, Småland, Öland, Blekinge
- 4xx xx -- Noord-Halland, Bohuslän, Südwest-Västergötland
- 5xx xx -- Västergötland, Noord-Småland, Zuid-Östergötland
- 6xx xx -- Noord-Östergötland, Gotland, Södermanland, Dalsland, Värmland, Närke
- 7xx xx -- Närke, Västmanland, Uppland, Dalarna
- 8xx xx -- Gästrikland, Hälsingland, Härjedalen, Jämtland, Medelpad, Ångermanland
- 9xx xx -- Västerbotten/Norrbotten, Lapland